# Moyen de forage rapide de destruction
Le moyen de forage rapide de destruction (MFRD) est la combinaison d'un équipement de forage, construit par la société Constructions industrielles d'Anjou, monté sur un camion 4x4 tout-terrain Pinguely RTC10. 

## Historique

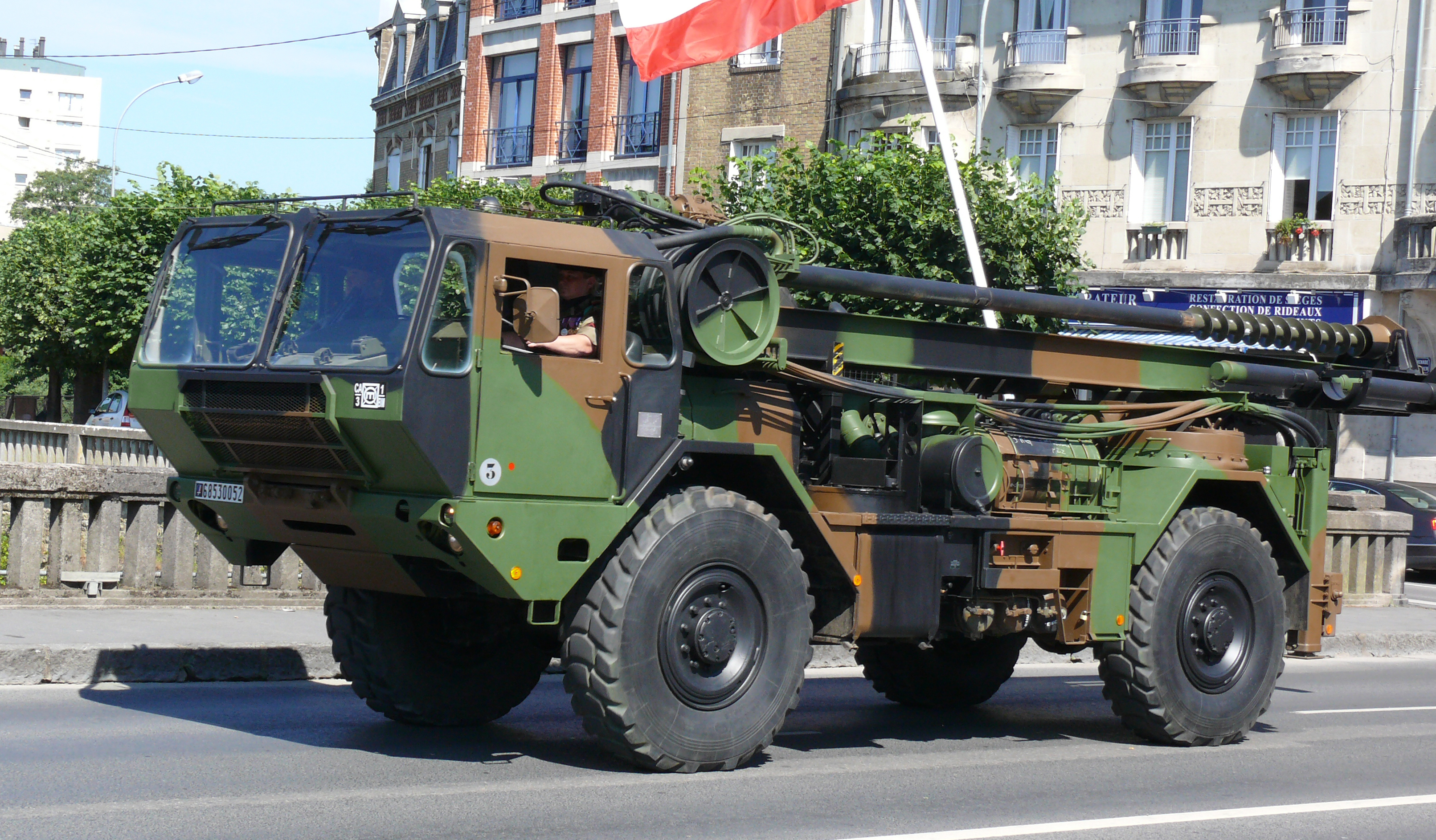
Moyen de forage rapide de destruction du 3e régiment du génie lors du défilé du 14 juillet 2010 à Charleville-Mézières.

Il est utilisé par le génie militaire de l'armée de terre française à partir de 1981. Commandé à 122 unités, 25 étaient en service en 2005.
La structure de base utilisée dans les régiments du génie dans les compagnies d'appuis était le groupe (au sein de la section Obstacles). Un groupe se compose de 4 MFRD et de 4 Renault TRM 10000 avec bras de manutention hydraulique associés à une remorque TITAN.
Encore en service en France à quelques exemplaires en 2016, il n'est plus dans la liste des matériels majeurs du génie en 2012.
Les Forces armées roumaines dispose dans les années 2000 d'un nombre non-précisé de MFRD, encore enregistré en 2019.

## Rôle
Il est destiné à créer rapidement des obstacles par destruction (routes, voie ferrée, pont, etc) ou obstruction (éboulement de talus, etc), au moyen d'une charge explosive calibrée placée dans un forage obtenu mécaniquement.

## Caractéristiques
Son équipage est composé d'un chauffeur et d'un opérateur. Le MFRD comprend un mât basculant qui peut recevoir soit un marteau (terrain homogène comme le béton), soit une tarière (terrain hétérogène) ainsi qu'un compresseur d'air.
Il se met en position et creuse à un maximum de 6 m de profondeur un trou de 22 cm de diamètre en 7 minutes sur sol tendre, et de 30 minutes sur sols durs ; l'inclinaison du forage se fait par tranches de 15°.
Une charge pour forage est conditionnée soit en 4 conteneurs cylindriques d’explosif A-IX-2 (en) (hexolite-aluminium) de 12,5 kg chacun, 8 m de cordeau détonant, 1 détonateur électrique et 1 pain de plastic pour la caisse F1, soit en 4 conteneurs d'hexal de 13 kg chacun, 20 m de cordeau détonant, 1 détonateur électrique et 3 pétards d'amorçage, c'est la caisse F1 A qui peut aussi être utilisée avec le perforateur de sol.
Le lot comprend 3 perforateurs sur trépied réglable permettant de bien positionner la charge, un groupe de combat met en œuvre un lot de 3 charges en 15 min. La mise en ouvre d'un fourneau, chargé et amorcé par deux hommes en 10 min, permet en terrain moyen, de réaliser un entonnoir de 6 à 8 m de diamètre dont les parois présentent une pente de 40 a 60 % capable d'arrêter un char. Un groupe de combat réalise, en une à deux heures un obstacle de 18 x 6 m résultant de la mise en ouvre de 3 fourneaux.

## Opérateurs
- France : Armée de terre française
- Roumanie : Armée de terre roumaine